# Helmuth Prieß
Helmuth Prieß (6 de marzo de 1896 - 21 de octubre de 1944) fue un general en la Wehrmacht de la Alemania Nazi durante la II Guerra Mundial que comandó el XXVII Cuerpo de Ejército. Fue condecorado con la Cruz de Caballero de la Cruz de Hierro. Prieß murió en combate el 21 de octubre de 1944 en Hasenrode, Prusia Oriental.

## Condecoraciones
- Cruz de Caballero de la Cruz de Hierro el 7 de marzo de 1944 como Generalleutnant y comandante de la 121. Infanterie-Division[1]